# Junta de Braços
Durant l'edat moderna catalana la Junta de Braços era una institució que convocava la Diputació del General de manera extraordinària en casos d'emergència o urgència. En formaven part tots aquells representants a les Corts catalanes que en aquell moment es trobessin a la capital de Barcelona.

## Definició
La decisió de convocar la Junta de Braços l'havien de prendre els tres diputats i els tres oïdors que conformaven la Diputació del General. Es constituïa seguint el mateix exemple de les Corts catalanes, és a dir, reunint els membres dels tres braços estamentals: l'eclesiàstic format pel clergat, el militar format per la noblesa i el reial format per les viles i ciutats del país. Només es convocava els membres que vivien a Barcelona (o que en aquell moment hi eren), ja que el caràcter urgent de les qüestions que s'hi havien de plantejar i les comunicacions precàries de l'època impossibilitaven una convocatòria general per tota Catalunya. Naturalment això afavoria la presència d'una majoria de barcelonins, i d'un nombre més gran de nobles que vivien a la ciutat; i també era acceptada la presència dels ciutadans honrats de Barcelona tot i que a títol individual.
La finalitat de la Junta de Braços era la d'aconsellar el consistori vigent sobre algun tema candent, o ratificar llurs decisions ja preses. Podia ser que per assistir-lo en la gestió del tema tractat la Junta crees una comissió formada per alguns dels seus membres i que s'anomenava segons el nombre d'integrants que tenia: novena, divuitena o trenta-sisena. En cap cas tenia la facultat de legislar noves constitucions, capítols de corts, o actes de corts, prerrogativa únicament de les Corts catalanes.

## Algunes Juntes de Braços importants

### 1640
Amb l'esclat de la Guerra dels Segadors els Braços o «Estats Generals» (nom que al·ludia els estats generals de les Províncies Unides, l'actual Holanda) van recomanar a la Diputació que convoqués també aquelles viles i pobles reials que normalment no entraven a les Corts catalanes i també els simples barons tant seculars com eclesiàstics, convocatòria que fou tot un èxit de resposta i representativitat general del país. Aquesta assemblea va proposar i legitimar les diverses mesures militars, diplomàtiques i canvis legals fonamentals que la Diputació va adoptar. Els seus membres van formar juntes de guerra, d'hisenda i de justícia; així com una divuitena (després ampliada a trenta-sisena) que assessorava els diputats i oïdors de la Diputació en els afers generals.

### 1713

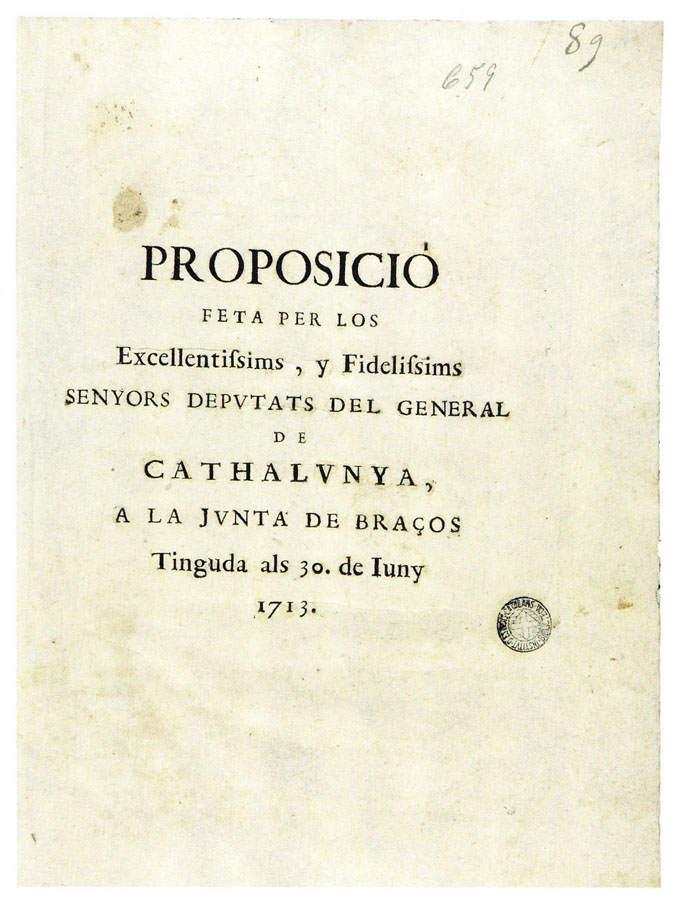
«Proposició» presentada pels diputats de la Generalitat de Catalunya el 30 de juny de 1713 davant la Junta de Braços, i que finalitzaria el 9 de juliol amb la publicació de l'edicte pel qual Catalunya declarava la guerra per «defensar la seva Llibertat».

Davant de la traïció de la Gran Aliança, i el desemparament del rei Carles "l'Arxiduc", la Conferència dels Tres Comuns va convocar a Barcelona una Junta General de Braços per deliberar si Catalunya s'havia de sotmetre a Felip V o prosseguir la guerra en solitari per tal de preservar el sistema constitucional català. Les sessions van tenir lloc al Saló de Sant Jordi del Palau de la Generalitat, entre el 30 de juny i el 9 de juliol de 1713. Com a les Corts, cada braç va deliberar per separat en sales diferents del palau el vot que havia d'emetre.
El primer a decidir-se fou el Braç Eclesiàstic, que va optar perquè Catalunya (en bona part ja ocupada) es rendís al rei francocastellà per tal de finalitzar la guerra. Sembla que el diputat eclesiàstic Anton de Solanell fou el promotor principal d'aquest posicionament. No obstant això, el Braç també va declarar que s'adheriria a la decisió que prenguessin els altres dos estaments. En tot cas el posicionament va provocar la divisió dels assistents en dues faccions oposades.
Al Braç Militar s'oposaven per una banda Manuel Ferrer i Ciges, partidari de la resistència, i de l'altra Nicolau de Sant Joan, partidari de la submissió, ambdós protagonitzaren parlaments molt abrandats per convèncer la resta de nobles, entre els quals va acabar prevalent la idea de finalitzar la guerra. Al Braç Reial, el més nombrós i popular, el debat fou aferrissat. Diversos síndics encapçalats pel conseller en cap de Barcelona Manuel Flix advocaren per la submissió. En canvi la resistència era defensada per síndics de Manresa, Valls, Solsona, Sabadell, i altres municipis, així com de Barcelona. La decisió final del Braç es va decidir per votació dels presents: la resistència va guanyar amb 78 vots, per contra la rendició n'aplegà només 45. Donat el potencial conflicte civil que podia esclatar als carrers de Barcelona, diversos membres de la noblesa reconsideraren la seva posició: i finalment, el dia 6 de juliol van acabar canviant el sentit del seu vot a favor de defensar les Constitucions catalanes, no sense que es manifestessin fortes discrepàncies d'alguns aristòcrates.
L'acord de continuar la guerra fou celebrat als carrers al crit de "Privilegis o mort!", amb exaltacions de patriotisme popular entre la gent. La resolució donà lloc a l'heroica resistència a les tropes de Felip V durant la Guerra dels catalans (1713-1714).

#### Membres de la Junta de Braços de 1713
Alguns membres que hi van assistir foren:
- Josep d'Asprer. Eclesiàstic austriacista.[6]
- Francesc de Cordelles i Ramanyer. Presidí la Junta de Braços.[7]
- Rafael de Nebot i Font. Militar que havia participat amb el general Joan Baptista Basset i Ramos en la campanya que sumà Xàtiva, Oliva, Gandia i València a la causa austriacista.[7]
- Josep Antoni de Ribera i d'Espuny-Claramunt. Noble barceloní. Va ser capità de la Coronela de Barcelona.[7]
- Antoni de Berardo i de Morera, fill d'en Francesc de Berardo i Espuny Va morir durant el Setge de Barcelona (1713-1714).[7]
- Rafael Casanova i Comes, últim conseller en Cap del Cap i Casal.[7]
- Francesc de Castellví i Obando. Fou un militar català austriacista i historiador.[7] Va ser capità de la Coronela de Barcelona (1713-1714).[8]
- Felicià de Cordelles i Ramanyer. Senyor de Mura. Membre del braç militar.[7]
- Joan Baptista de Cortada i Sellers. Va ser nomenat inspector general per reclutar gent al Principat.[7]
- Francesc Antoni de Solanell i de Montellà. Contra Felip V decidí d'inhibir-se en la qüestió de la resistència.[7]
- Feliu Teixidor i Sastre. Polític. Membre del braç reial i capità de la Coronela de Barcelona (1706).[7]
- Francesc de Vedruna i Mur. Militar, capità d'infanteria.[7]